# Vereinigte Flugtechnische Werke

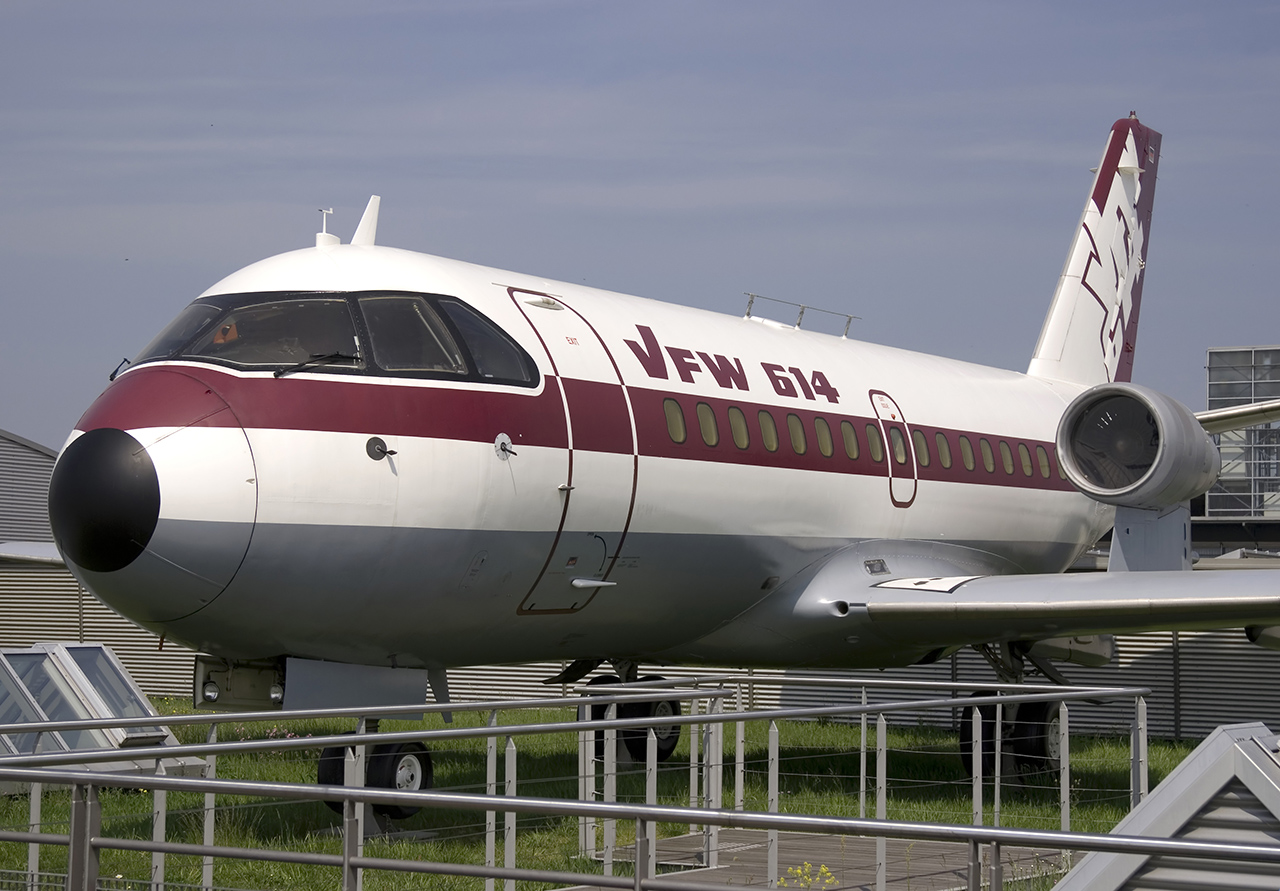
VFW-614

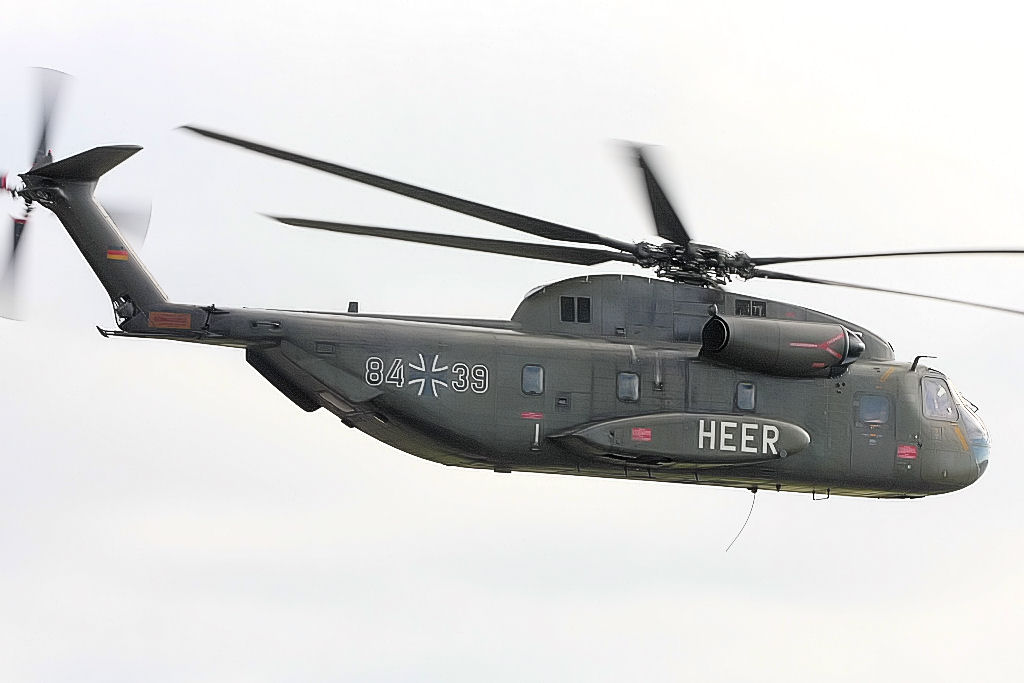
Duitse CH-53G Sea Stallion

De Vereinigte Flugtechnische Werke (afgekort tot VFW) is een voormalige Duitse vliegtuigbouwer. Het bedrijf is ontstaan in 1964 door een fusie van Focke-Wulf en Weserflug. VFW kan worden gezien als neutraal uitgangspunt van de alliantie voor rakettechnologie uit 1961 tussen de twee fusiepartners en Hamburger Flugzeugbau in de Entwicklungsring Nord (ERNO). In 1965 werd Enst Heinkel Flugzeugbau overgenomen.
In 1967 telde de onderneming zo'n 10.500 medewerkers verdeeld over zes fabrieken. Vijf hiervan stonden in de buurt van Bremen en de fabriek van Heinkel stond in Speyer. VFW was betrokken bij diverse luchtvaartprojecten, en speelde ook een rol bij het onderhoud van de Lockheed F-104 Starfighter.
In 1968 besloot de Duitse regering CH-53 Sea Stallion-helikopters van Sikorsky aan te schaffen en deze werden door VFW in licentie gebouwd te Speyer. Het leger had 135 exemplaren besteld van het type CH-53G, maar de order voor 15 exemplaren werd geannuleerd.  Hiervan werden er 20 gemaakt met uitsluitend Amerikaanse componenten door VFW-Fokker en de eerste werd op 11 oktober 1971 geleverd. Bij de andere helikopters werd in toenemende mate lokaal geproduceerde componenten gebruikt.
VFW raakte betrokken bij de bouw van de Fokker F28 door gedeelten van het toestel te leveren. In 1969 mondde dit uit in een fusie met Fokker. In Nederland werd het bedrijf aangeduid met Fokker-VFW en in Duitsland heette het bedrijf VFW-Fokker.
Vanaf 1970 bouwde het bedrijf de VFW-614, het eerste in Duitsland ontwikkelde straalverkeersvliegtuig. Al in december 1977 werd de productie gestaakt, er waren slechts 19 stuks voltooid. Een Amerikaanse order voor 35 exemplaren ging niet door omdat de opdrachtgever twijfels had over financiële toekomst van het vliegtuigconcern. In 1975 liep de opdracht voor de CH-53G legerhelikopters tot een einde en er waren geen grote andere orders. Het besluit om de productie van de VFW-614 te staken leidde tot een groot verlies van DM 157,6 miljoen in 1977. De onderneming stond er financieel slecht voor en was afhankelijk geworden van overheidssubsidies. De Duitse regering weigerde echter om geld te steken in een deels buitenlands bedrijf. VFW kon in aanmerking komen, maar dan moest het gaan samenwerken met Duitse branchegenoten. De samenwerking met Fokker werd in 1980 ontbonden.
In 1981 werd VFW overgenomen door Messerschmitt-Bölkow-Blohm (MBB), dat op zijn beurt in 1989 werd overgenomen door DASA. In juni 2003 werd DASA een onderdeel van EADS.

## Producten
- SG-1262 Schwebegestell
- VFW-614
- VAK191B